# Quiet Riot (álbum de 1988)
QR es el sexto álbum lanzado en 1988 por la banda Quiet Riot. Este es el único álbum de Quiet Riot que cuenta con Paul Shortino (Rough Cutt, The Cutt, Badd Boyz, Shortino) como vocalista principal. También este es el único álbum que no cuenta con Kevin DuBrow en la voz principal o con algún otro miembro original. También es el único álbum de Quiet Riot que cuenta con Sean McNabb en el bajo. Para algunos fanes, puede ser llamado "QR IV". La reacción al álbum en el momento fue tibio, pero se las arregló para atraer el interés un poco más que el álbum anterior (y cualquiera que le siga).
Paul Shortino y Sean McNabb después tocaron juntos en el EP Sneak Peek, de Rough Cutt.

## Lista de canciones
1. "Stay with Me Tonight" 4:40
2. "Callin' the Shots" 4:41
3. "Run to You" 4:38
4. "I'm Fallin" 4:17
5. "King of the Hill" 4:24
6. "The Joker" 3:55
7. "Lunar Obsession" 1:44
8. "Don't Wanna Be Your Fool" 5:02
9. "Coppin' a Feel" 3:44
10. "In a Rush" 2:38
11. "Empty Promises" 4:26

## Posiciones
| Lista (1988)           | Posición | Semanas Totales |
| ---------------------- | -------- | --------------- |
| U.S. Billboard Hot 200 | 119      | 11              |

## Créditos

### Quiet Riot
- Paul Shortino - Voz
- Carlos Cavazo - Guitarras
- Sean McNabb - Bajo
- Frankie Banali - Batería

### Músicos adicionales
- Jimmy Waldo - Teclados

### Producción
- Spencer Proffer - Productor